# Meine geniale Freundin (Fernsehserie)
Meine geniale Freundin (Originaltitel: L’amica geniale) ist eine italienisch-US-amerikanische Coming-of-Age-Fernsehserie von Saverio Costanzo. Die erste Staffel basiert auf dem gleichnamigen ersten Band der vierteiligen Bestsellerreihe von Elena Ferrante. Die Buchvorlage wurde in 42 Sprachen übersetzt und über 5 Millionen Mal verkauft. Die Erstausstrahlung der ersten Staffel war im US-amerikanischen Fernsehen am 18. November 2018 auf HBO, die Erstveröffentlichung der zweiten Staffel, basierend auf dem zweiten Band der Neapolitanischen Saga, fand in Italien auf Rai 1 am 10. Februar 2020 statt. In Deutschland ist die Serie seit Mai 2019 auf MagentaTV abrufbar.

## Handlung

### Staffel 1
Elena Greco erfährt, dass ihre beste Freundin Lila Cerullo spurlos verschwunden ist. Seit Jahrzehnten verbindet sie eine besondere Beziehung. Das Verschwinden nimmt sie zum Anlass, die Lebensgeschichte der beiden zu Papier zu bringen. Ihre intensive Freundschaft beginnt im Neapel der 50er Jahre während der Schulzeit. Elena ist fasziniert von Lila, die ganz anders ist als sie. Sie möchte genauso sein wie ihre beste Freundin – die zu ihrer größten Rivalin wird. Nach der Bestseller-Reihe von Elena Ferrante.

### Staffel 2
Lila und Elena sind 16 Jahre alt und haben das Gefühl, in einem Trott festzustecken. Lila hat gerade geheiratet, aber nach der Annahme des Nachnamens ihres Ehemannes gerät sie in eine Identitätskrise. Elena ist eine Musterschülerin, doch beim Hochzeitsempfang ihrer Freundin merkt sie, dass sie weder in ihrem Viertel noch außerhalb glücklich ist. Während eines Urlaubs auf Ischia treffen die beiden Freundinnen ihren Jugendfreund Nino Sarratore wieder. Die scheinbar beiläufige Begegnung verändert die Art ihrer Bindung für immer und führt sie in zwei völlig unterschiedliche Welten. Lila wird eine geschickte Verkäuferin im eleganten Schuhgeschäft der mächtigen Familie Solara in Neapel; Elena setzt ihre Schule beharrlich fort und ist sogar bereit wegzuziehen, um in Pisa zu studieren. Wir begleiten die beiden durch die aufregenden Jahre ihrer Jugend, in denen sie einander folgen, sich aus den Augen verlieren und wieder zueinanderfinden.

### Staffel 3
Lila ist inzwischen Mutter eines Sohnes, hat jedoch ihre Ehe und damit ihren Wohlstand hinter sich gelassen. Während sie Knochenarbeit in einer Wurstfabrik verrichtet, gerät sie in politische Unruhen. Elenas Lage sieht indessen besser aus. Sie hat ihr Studium abgeschlossen, ihren Debüt-Roman veröffentlicht und eine Familie gegründet. Doch als Frau eines angesehenen Mannes stößt auch sie häufig an ihre Grenzen.

## Kritik
Die Süddeutsche Zeitung lobt die gelungene Buchverfilmung: „Welch unglaubliche Anstrengung es Frauen gekostet hat, sich aus den Zwängen jener Viertel zu befreien, ja überhaupt auf die Idee zu kommen, das zu können, fängt die Serie glaubhaft ein. Elena und Lila konkurrieren um die Chance auf ein selbstbestimmtes Leben und müssen ihre Kräfte doch bündeln, um das zu erreichen. Ihnen dabei zuzuschauen ist genauso spannend wie darüber zu lesen.“